# مجتبی حق‌دوست
مجتبی حق‌ دوست (زادهٔ ۲ بهمن ۱۳۷۴) بازیکن فوتبال اهل ایران است که در پست هافبک هجومی برای باشگاه فوتبال فجر سپاسی شیراز در لیگ برتر خلیج فارس بازی می‌کند.

## عملکرد باشگاهی

### نفت تهران
حق‌دوست در پنجره نقل و انتقالات تابستانی ۹۴ با نظر علیرضا منصوریان (سرمربی وقت نفت تهران) به باشگاه بزرگسالان این تیم پیوست. وی نخستین بازی خود برای این تیم را در هفتهٔ یازدهم لیگ پانزدهم برابر باشگاه فوتبال استقلال خوزستان انجام داد، او در این بازی در دقیقه ۸۲ به جای آرش رضاوند وارد زمین شد.
وی نخستین گل خود برای نفت را نیز در هفته بیست‌وهشتم لیگ پانزدهم برابر باشگاه فوتبال پرسپولیس تهران به ثمر رساند. حق‌دوست در این بازی نیز به عنوان بازیکن تعویضی در دقیقه ۷۸ به جای ایمان مبعلی وارد زمین شد و توانست در دقیقه اول وقت‌های اضافه دروازه سوشا مکانی را باز کند.

### استقلال تهران
وی در تابستان ۹۵ با امضای قراردادی یک‌ساله، به صورت قرضی به باشگاه استقلال تهران پیوست تا همچنان زیر نظر علیرضا منصوریان کار کند. حق‌دوست نخستین بار در شهرآورد تهران برای استقلال بازی کرد، وی در این بازی در دقیقه دوم وقت‌های اضافه به جای فرشید اسماعیلی وارد زمین شد.

## آمار باشگاهی
| باشگاه          | دسته     | فصل      | لیگ    | لیگ  | جام حذفی | جام حذفی | آسیا   | آسیا | مجموع  | مجموع |
| باشگاه          | دسته     | فصل      | بازی‌ها | گل‌ها | بازی‌ها   | گل‌ها     | بازی‌ها | گل‌ها | بازی‌ها | گل‌ها  |
| --------------- | -------- | -------- | ------ | ---- | -------- | -------- | ------ | ---- | ------ | ----- |
| نفت تهران       | لیگ برتر | ۹۵–۱۳۹۴  | ۱۵     | ۱    | ۱        | ۰        | ۰      | ۰    | ۱۶     | ۱     |
| نفت تهران       | لیگ برتر | ۹۶–۱۳۹۵  | ۱      | ۰    | ۰        | ۰        | ۰      | ۰    | ۱      | ۰     |
| ← استقلال تهران | لیگ برتر | ۹۶–۱۳۹۵  | ۵      | ۱    | ۲        | ۰        | ۰      | ۰    | ۶      | ۰     |
| آمار کلی        | آمار کلی | آمار کلی | ۲۰     | ۱    | ۳        | ۰        | ۰      | ۰    | ۲۳     | ۱     |